# Teach the Controversy
Teach the Controversy är namnet på en kampanj från den religiöst orienterade tankesmedjan Discovery Institute, vilken syftar till att främja utlärningen av pseudovetenskapen intelligent design i high school, ungefär gymnasiet, i USA liksom att diskreditera evolutionsläran. Kampanjen riktas mot såväl allmänhet som skolansvariga samt konservativt inriktade beslutsfattare. 